# سارة هيس
سارة هيس (بالإنجليزية: Sara Hess)‏ هي كاتبة ومنتجة تلفزيونية. عملت في كلا الصفتين في المسلسلين الدراميين هاوس والبرتقالي هو الأسود الجديد.

## السيرة
انضمت هيس إلى طاقم مسلسل الدراما الغربية لإتش بي أو خشب ميت ككاتبة للموسم الثاني في 2005. كتبت الحلقة السلف، لا شيء معجزة.
من عام 2005 إلى عام 2012، عملت هيس في المسلسل الدرامي الطبي هاوس، والذي كتبت فيه 17 حلقة.
منذ عام 2013، تعمل على البرتقالي هو الأسود الجديد. في الآونة الأخيرة، عملت في آل التنين، ووقعت صفقة شاملة مع إتش بي أو.

## فيلموغرافيا
- «خشب ميت»
- «السلف، لا شيء معجزة»
- «هاوس»
- «الكلاب النائمة تكذب»
- «غزل»
- «العثور على يهوذا»
- «تصرف بقدر عمرك»
- «أنت لا تريد أن تعرف»
- «يعيش الحلم»
- «ثلاثة عشر محظوظ»
- «الصالح الأعظم»
- «فشل ملحمي»
- «أسفل منخفض»
- «فتح وإغلاق»
- «أكبر من الحياة»
- «قذائف»
- «آل التنين»

## وصلات خارجية
- سارة هيس في قاعدة بيانات الأفلام على الإنترنت